# War at the Warfield
| Críticas profissionais | Críticas profissionais |
| Avaliações da crítica  | Avaliações da crítica  |
| Fonte                  | Avaliação              |
| ---------------------- | ---------------------- |
| Allmusic               | link                   |

War at the Warfield é um home video do Slayer que foi lançado em 2003 através da American Recordings.
Inicialmente previsto para 13 de Fevereiro de 2003, foi adiado por diversas vezes, devido a problemas de produção.
War at the Warfield atingiu o número 3 da Billboard em DVD gráfico com vendas de 7.000 cópias na primeira semana. Recebendo opiniões da mídia, o DVD foi atribuído como disco de ouro certificado pela RIAA, em 2004, com mais de 50.000 copias vendidas.

## Faixas
1. "Disciple" (Jeff Hanneman, Kerry King)
2. "War Ensemble" (Tom Araya, Hanneman)
3. "Stain of Mind" (Hanneman, King)
4. "New Faith" (King)
5. "Postmortem" (Hanneman)
6. "Raining Blood" (Hanneman, King)
7. "Hell Awaits" (Hanneman, King)
8. "Here Comes the Pain" (King)
9. "Die by the Sword" (Hanneman)
10. "Dittohead" (King)
11. "Bloodline" (Araya, Hanneman, King)
12. "God Send Death" (Araya, Hanneman)
13. "Dead Skin Mask"	 (Araya, Hanneman)
14. "Seasons in the Abyss" (Araya, Hanneman)
15. "Captor of Sin" (Hanneman, King)
16. "Mandatory Suicide" (Araya, Hanneman, King)
17. "Chemical Warfare" (Hanneman, King)
18. "South of Heaven" (Araya, Hanneman)
19. "Angel of Death" (Hanneman)

## Créditos
- Tom Araya – Baixo, vocal
- Jeff Hanneman – Guitarra
- Kerry King – Guitarra
- Paul Bostaph – Bateria